# Handball-Weltmeisterschaft der Frauen 2031
Die Handball-Weltmeisterschaft der Frauen 2031 soll im Jahr 2031 in Tschechien und Polen ausgetragen werden. Der Veranstalter ist die Internationale Handballföderation (IHF). Es ist die 30. Auflage der Handball-Weltmeisterschaft der Frauen.

## Gastgeber
Beim IHF Council am 16. April 2024 in Créteil wurde die IHF die Austragungsrechte für die Weltmeisterschaften der Jahre 2029 und 2031 vergeben. Für 2031 hatten sich der tschechische und der polnische Handballverband gemeinsam beworben, sie erhielten den Zuschlag.

## Teilnehmer
An dem Turnier werden 32 Mannschaften teilnehmen.
Direkt qualifiziert sind
- Tschechien und Polen als Gastgeber sowie die
- Weltmeisterinnen von 2029.

## Übertragungsrechte
Die Rechte zur Übertragung der deutschen Spiele der Männer und der Frauen sowie der Endspiele der Weltmeisterschaften 2027, 2029 und 2031 für Deutschland erwarb die ProSiebenSat.1 Media. Die Pay-TV-Rechte aller Spiele erwarb Dyn Media.